# Wildsee (Pizol)

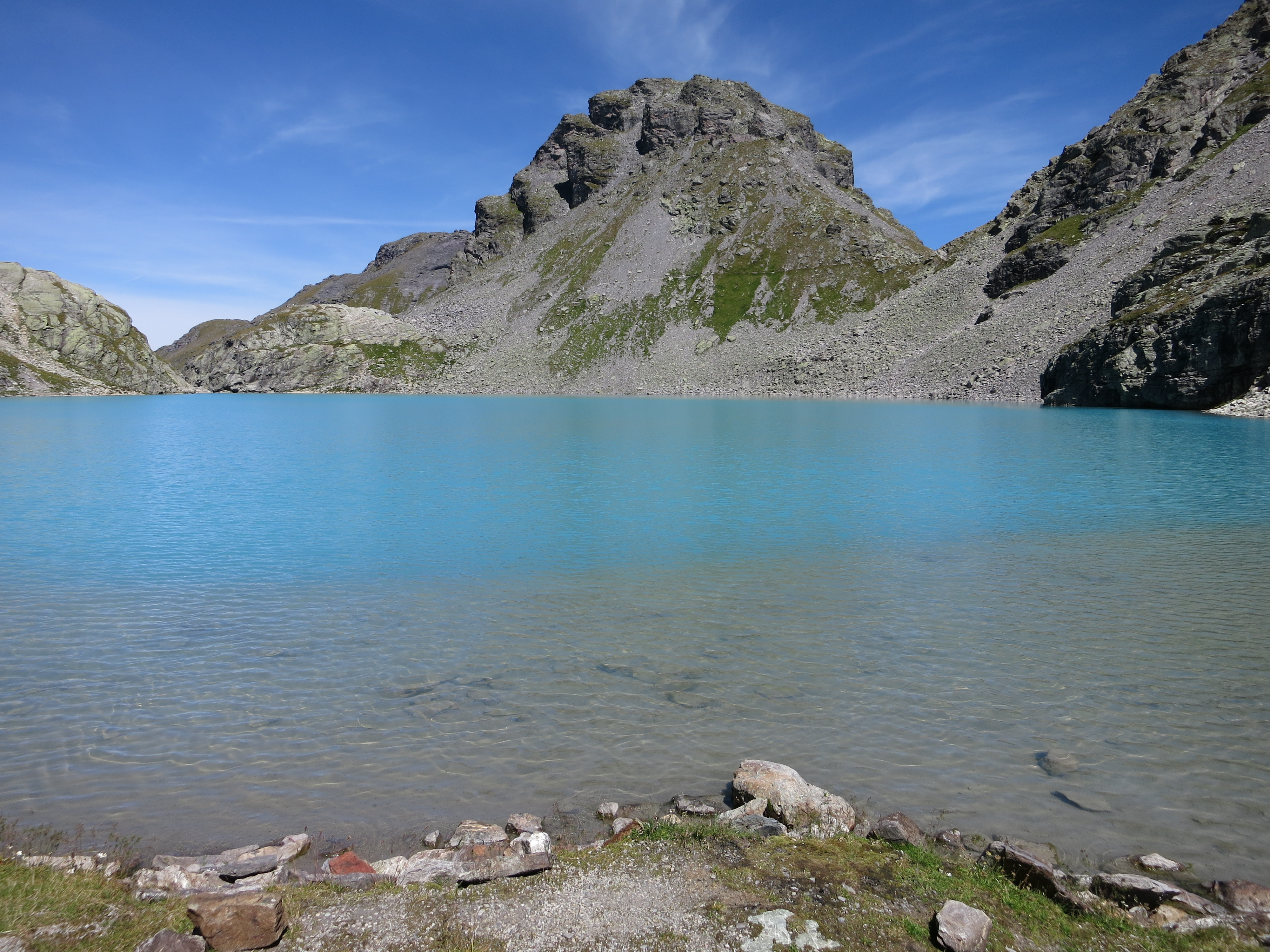
Am Ufer des Wildsees

Der Wildsee ist ein Bergsee im Schweizer Kanton St. Gallen.
Der See liegt in der Gipfelregion des Pizol auf 2438 m ü. M., etwas nördlich des Gipfels im Vorfeld des Pizolgletschers. Er verfügt über keinen oberirdischen Abfluss. Etwas unterhalb liegt der Schottensee, im Westen der Hochwart (2669 m ü. M.).
Der See ist von der Bergstation der Pizolbahn bzw. von der Pizolhütte aus auf einem Bergweg in rund einer Stunde erreichbar. Die 5-Seen-Wanderung führt an ihm vorbei.